# Punta Cuencas
La Punta Cuencas (en inglés: Shrove Point) es una punta que marca el extremo sureste de la isla Candelaria en el archipiélago Candelaria en las islas Sandwich del Sur. La Dirección de Sistemas de Información Geográfica de la provincia de Tierra del Fuego cita la punta en las coordenadas 57°05′01″S 26°38′06″O / -57.08361, -26.63500.
La punta fue cartografiada y nombrada por el personal de Investigaciones Discovery a bordo del RRS Discovery II recibiendo el nombre de Shrove («Carnaval»), ya que fue denominada el día martes 4 de marzo de 1930, Martes de Carnaval.
La isla nunca fue habitada ni ocupada, y es reclamada por el Reino Unido como parte del territorio británico de ultramar de las Islas Georgias del Sur y Sandwich del Sur y por la República Argentina, que la hace parte del departamento Islas del Atlántico Sur dentro de la provincia de Tierra del Fuego, Antártida e Islas del Atlántico Sur.